# Sabum
Sabum is in het Koreaans de aanspreekvorm voor een leraar in de martial arts (zelfverdediging). Men kan dit vergelijken met het in Japan en elders gebruikte sensei. Over het algemeen mag men zich vanaf 4de dan (4de = sa in het Koreaans) sabum noemen.
Verschillende stijlen gebruiken vaak verschillende namen voor dan-houders, in Kuk sool won zijn die:
- Jo kyo nim (1e Dan)
- Kyo sa nim (2e Dan)
- Pu sa bum Nim (3e Dan)
- Sa bum nim (4e Dan)

Andere stijlen kunnen er andere benamingen op na houden.
In Japan wordt de term sensei op scholen ook gebruikt om de leraar aan te spreken, in Korea is dat niet het geval. Leerlingen op scholen gebruiken vaak de term seonsaengnim (선생님) wanneer ze hun leraar aanspreken.
De stamvorm is sa bum. Het suffix -nim is om een bepaalde mate van respect te tonen. Wanneer je een leraar aanspreekt, zul je dus de term sabumnim (사범님) gebruiken, terwijl de leraar zichzelf zal aanduiden als sa bum (je gebruikt het suffix -nim nooit als je het over jezelf hebt).
Een andere vaak voorkomende term is kwanjangnim (관장님). Deze term wordt vooral gebruikt om de eigenaar van een sportschool of het hoofd van een kwan (clan) aan te duiden. Overige termen zijn: wonjangnim (원장님), dojunim (도주님) en kuksanim (국사님).